# Gatedalita
La gatedalita és un mineral de la classe dels silicats que pertany al grup de la braunita. Va rebre el nom per U. Hålenius i F. Bosi el 2013 en honor del mineralogista amater Kjell Gatedal (Nora, Örebro, Suècia, 1947), per les seves contribucions a la mineralogia dels jaciments de tipus Långban.

## Característiques
La gatedalita és un nesosilicat de fórmula química ZrMn2+₂Mn3+₄SiO₁₂. Va ser aprovada com a espècie vàlida per l'Associació Mineralògica Internacional l'any 2013. Cristal·litza en el sistema tetragonal.
L'exemplar que va servir per a determinar l'espècie, el que es coneix com a material tipus, es troba conservat a les col·leccions mineralògiques del Museu Suec d'Història Natural, situat a Estocolm (Suècia), amb el número de registre: 20130001.

## Formació i jaciments
Va ser descoberta a la mina Långban, situada al municipi de Filipstad, dins el comtat de Värmland (Suècia), on es troba en forma de grans anedrics de mida reduïda (⩽60 μm), submetàl·lics i de color gris. Aquest jaciment suec és l'únic indret de tot el planeta on ha estat descrita aquesta espècie mineral.